# ونسا هاجنز
ونسا آن هاجنز (انگلیسی: Vanessa Anne Hudgens; متولد ۱۴ دسامبر ۱۹۸۸) خواننده و بازیگر اهل ایالات متحده آمریکا است. او با ایفای نقش گابریلا مونتز در مجموعهٔ دبیرستان موزیکال توانست به شهرت جهانی دست یابد. او همچنین در بسیاری از فیلم‌ها و مجموعه‌های تلویزیونی شبکه دیزنی شرکت داشته و اولین اجرای مشهور خود را با بازی در فیلم سیزده انجام داد. اولین آلبوم موسیقی او به نام وی در ۲۶ سپتامبر ۲۰۰۶ عرضه شد. آلبوم به بیلبورد ۲۰۰ راه یافت و رتبه ۲۴ را از آن خود کرد، که بعداً به گواهی‌نامهٔ طلا رسید. دومین آلبوم هاجنز به نام «شناسایی‌شده» در روز اول ژوئیهٔ ۲۰۰۸ در آمریکا عرضه شد. در سال ۲۰۰۹، در فیلم «بندسلم» به عنوان Sa5m ظاهر شد که توانست موفقیت چشمگیری به دست آورد و از طریق سه‌گانهٔ دبیرستان موزیکال و دوستی با زک افران به شهرت جهانی رسید.

## اوایل زندگی و کارها
ونسا سالیناس، کالیفرنیا به دنیا آمد و در ساحل غربی، از اورگن تا کالیفرنیای جنوبی به همراه پدر و مادرش زندگی کرد. مادرش «جینا» Gina (née Guangco) یک دفتردار و پدرش «گرگوری هاجنز» (Gregory Hudgens) یک آتش‌نشان هستند. او در خانواده‌ای کاتولیک بزرگ شد. خواهر کوچکتر او «استلا هاجنز» (Stella Hudgens) نیز یک بازیگر است. هاجنز ترکیبی از چندین فرهنگ مختلف می‌باشد. پدرش یک آمریکایی-ایرلندی و مادرش چینی-فیلیپینی-اسپانیایی می‌باشد. تمام پدربزرگ‌ها و مادربزرگ‌های ونسا آهنگساز بودند.
در سن هشت سالگی، ونسا در تأتر موسیقی برای خوانندگی ثبت نام کرد و در تولیدهایی مانند چرخ و فلک، جادوگر شهر آز، پادشاه و من، مرد موسیقی و سیندرلا همراه با دیگر مسابقه دهنده گان شرکت کرد. دو سال بعد از آن، او شروع به اجرای نقش آفرینی در تبلیغات نمود که بعد از آن زمانی خانواده‌اش به لس آنجلس نقل مکان نمودند که او نقشی را در یک تبلیغات برنده شده بود. او بازیگری را در سن ۱۵ شروع کرد که به مدرسه هنرهای آرنج کانتی برای کارهای پیشرفته پیوست و به صورت مدرسه-خانگی توسط متعلم تعلیم درس‌های خود را می‌دید.

## کارها

### ۲۰۰۳–۲۰۰۸: آغاز کارها

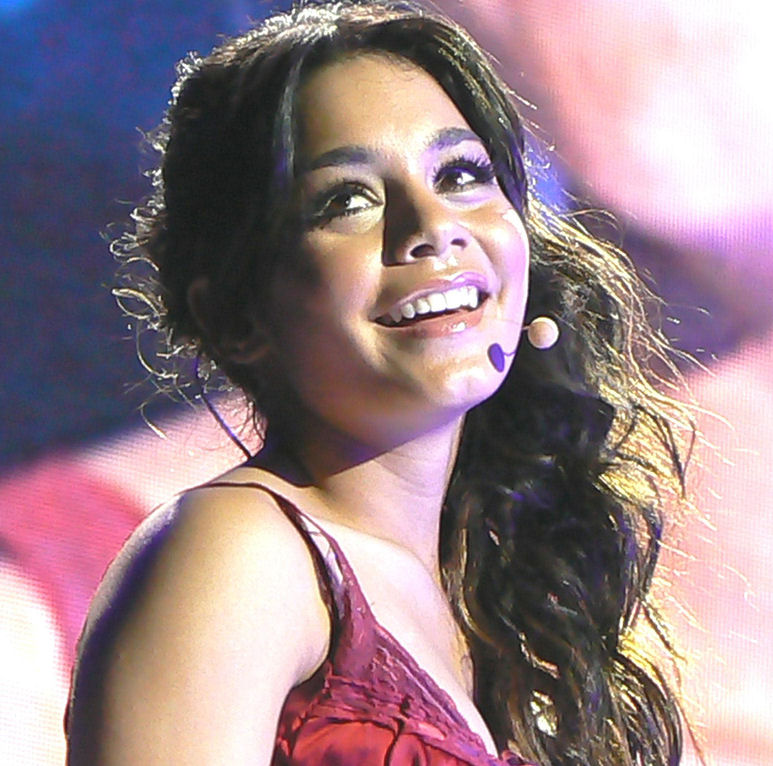
ونسا هاجنز در تور دبیرستان موزیکال

در سال ۲۰۰۳، هاجنز نقش کوچکی را در فیلم «سیزده» در نقش نوئل، دوست یکی از کاراکترهای کلیدی فیلم (تریسی، با بازی اوان راشل) بازی کرد. فیلم بسیار موفق بود و تحلیل‌های بسیار خوبی گرفت و فروشش، خرج ۴ میلیون دلاری‌اش را درآورد. بعد از آن او در فیلم علمی، تخیلی-ماجرایی «تاندر بیردز» در نقش تین تین بازی کرد. متأسفانه فیلم به صورت تبلیغاتی ضعیف و ناموفق بود و انتقادهای فراوانی را از طریق اینترنت پیش از عرضه شدن گرفت. در اواخر ۲۰۰۵، ونسا در شوهای تلویزیونی زیادی مانند «پنج نفری»، «هنوز ایستاده»، «برادران گارسیا»، «دریک و جاش» و هتل زک و کدی ظاهر شد.

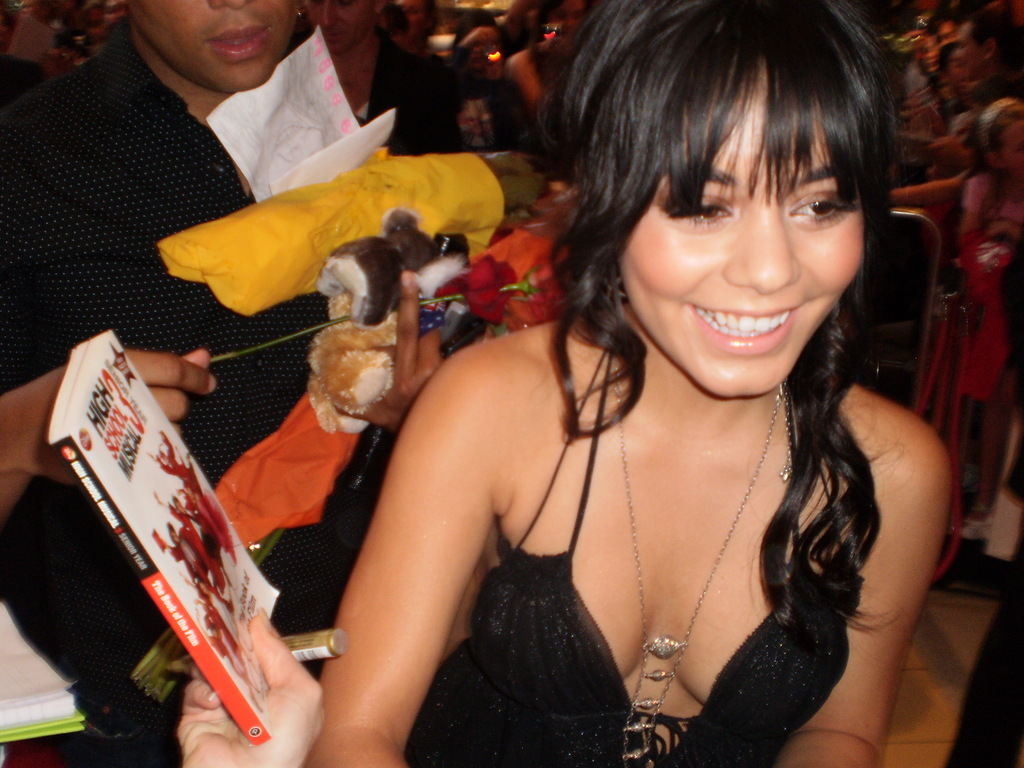
ونسا هاجنز در ملبورن و در حال اعلان نمایش موزیکال دبیرستان ۳: سال ارشد که هم از نظر تبلیغاتی و هم از نظر انتقادی موفق بود.

در اواخر ۲۰۰۵، او در نقش گابریلا مونتز، دختری خجالتی و فروتن در دبیرستان موزیکال ظاهر شد که نقش مقابل او را زک افران بازی می‌کرد. بازی او اعطاها و جوایز فراوانی را به همراه داشت. همراه با موفقیت فیلم، شبکه بی‌بی‌سی پیش‌بینی کرد که نام ونسا هاجنز در هر خانه در ایالات متحده خواهد رسید.
هاجنز قراردادی را از هالیوود ریکاردز دریافت نمود. در سپتمبر ۲۰۰۶، اولین آلبوم موسیقی او به نام «وی» (V) عرضه شد. آلبوم در بیلبورد ۲۰۰ راه یافت و رتبه ۲۴ را از آن خود کرد و در ۲۷ فوریه ۲۰۰۷ گواهینامه طلا را گرفت. اولین تک‌آهنگ او «به من بازگرد»، بیشترین و اولین آهنگ او در جدول شد. دومین تک‌آهنگ او «بگو بله»، باعث شد که خوانندگان «بیلبورد» آلبوم «وی» را به عنوان هفتمین آلبوم سال ثبت کنند. ونسا به عنوان خواننده زن شکننده (Breakout) سال در ۲۰۰۷ توسط تین چویز اواردز انتخاب شد.
هاجنز همچنین در مراسم کشوری کنسرت دبیرستان موزیکال در پاییز ۲۰۰۶ شرکت نمود. در این مراسم آهنگ‌هایی از موسیقی متن فیلم به همراه آهنگ‌هایی از آلبوم اول خودش را اجرا کرد. او آهنگی دوتایی را همراه با کوربین بلو برای اولین آلبوم او به نام «هنوز برای من آنجا هستی» را اجرا کرد. در سال ۲۰۰۷، ونسا نقش خودش را در دبیرستان موزیکال ۲ به عنوان گابریلا مونتز تجدید نمود. ویرجینیا هفرنان از TV Review گفت که بازی او در این فیلم «تیره و تار» بود و اینکه او مانند یک دختر ساده فیلم بازی می‌کند.
در دسامبر ۲۰۰۷، برای رئیس‌جمهور جرج بوش که رئیس‌جمهور وقت آمریکا بود به همراه خانواده‌اش، او همراه با جمعی دیگر از خوانندگان در مراسم کریسمس در «موزه ملی» واقع در واشینگتن دی‌سی آهنگی اجرا کرد. او دوباره با بازی کردن در نمایش موزیکال دبیرستان ۳ - سال ارشد در نقش گابریلا مونتز، نقش خود را تجدید نمود. بازی او در این فیلم باعث برنده شدن او در «کیدز چویز اوادرز» به عنوان بازیگر مورد علاقه زن فیلم شد. دومین آلبوم او «شناسایی شده»، که بازدیدهای مثبت زیادی را از آن خود کرد، در اولین روز ژوئیه ۲۰۰۸ عرضه شد که در بیلبورد ۲۰۰ توانست رتبه ۲۳ را بگیرد. بهترین تک‌آهنگ این آلبوم به نام Sneakernight که موفقیت تقریبی خوبی بود توانست در استرالیا در رتبه ۹۴ قرار بگیرد. تور تابستانی او برای آلبوم «شناسایی شده» در اول اوت ۲۰۰۸ شروع شد و در ۹ سپتمبر همان سال خاتمه یافت.

### ۲۰۰۹-اکنون: موفقیت چشم گیر

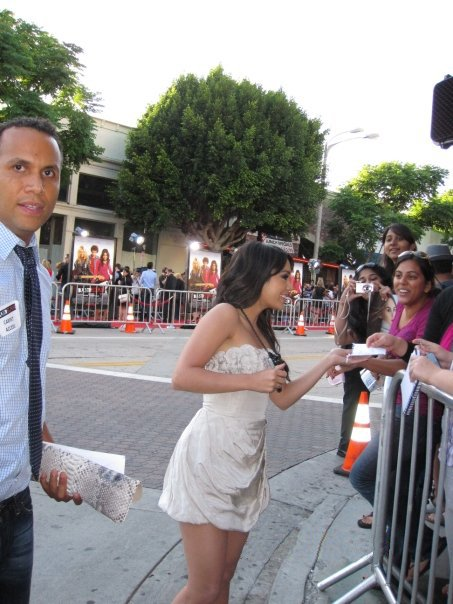
ونسا در مراسم افتتاح فیلم بندسلم. بازی او در نقش Sa5m تحسین‌های فراوانی را برای او به ارمغان گذاشت.

بعد از دبیرستان موزیکال، ونسا اعلام کرد که از این به بعد فقط روی بازیگری و خوانندگی به عنوان یک خواننده تک کار می‌کند. او نقش کلیدی را در فیلم بندسلم (Bandslam)، که در ۱۴ اگست ۲۰۰۹ نشر شد، بازی کرد. در این فیلم او در نقش Sa5m (سم)، دختری ۱۵ ساله و بسیار عجیب دارای استعدادهای نهفته بازی کرد. اگرچه فیلم بندسلم از نظر تبلیغاتی ناموفق بود اما از نظر هوادارانش و انتقادها، توانست رتبه خوبی را به دست آورد. دیوید وادینگتون از نرت ولز پیونیرز گفت که بازی هاجنز در این فیلم باعث بیشتر درخشیدن دیگر بازیگران در این فیلم شد و فیلیپ فرنچ از گاردین بازی او را به بازی تندی نیوتون و دوروسی پارکر تشبیه کرد.
ونسا همراه با چندی دیگر از خوانندگان به اجرای آهنگ‌هایی در هشتاد و یکمین آکادمی جوایز اسکار پرداختند. بعدها او در صداگذاری قسمت‌هایی از روبوت چیکن اشتراک کرد. اشتراک او در فیلم حیوان صفت (Beastly)، فیلمی از الکس فلین همراه با جایزه نوئلی به همین نام در اوایل ۲۰۰۹ اعلام شد. او به عنوان یکی از نقش‌های اصلی این فیلم با نام «لیندا تیلور» که هاجنز را در نقش «زیبایی» (Beauty) داستان اما نه زیبایی که ما به صورت عمومی آن را می‌شناسیم ترسیم می‌کند، نقش آفرینی می‌کند. همراه با هم-بازی اش در فیلم «جانور صفت»، الکس پتیفر، او به عنوان یک «شووست» آینده انتخاب شد. او در فیلم اکشن به کارگردانی زک اسنایدر به نام «مشت ناگهانی» (Sucker Punch) در نقش بلوندی، دختری زندانی شده، بازی می‌کند که فیلم در مارس ۲۰۱۱ عرضه خواهد شد.
بعد از سال‌ها، هاجنز می‌خواهد دوباره به تهیه تئاتر خود بازگردد و نقش میمی را در نمایش موزیکال «اجاره» (Rent) ادامه بدهد. شروع تولیدات از تاریخ ۶–۸ اوت ۲۰۱۰ در هالیوود بول شروع می‌شود. بازی او در این نمایش، نظرات منفی زیادی را به دنبال داشت اما کارگردان نیل پاتریک هریس، بازیگر کلیدی نقش بارنی در سریال چطور با مادرت آشنا شدم، این حرف‌ها را نشنیده گرفت و برای دفاع از ونسا اینطور بین کرد، ”ونسا [هاجنز] واقعاً عالیه. او یکی از دوستانم است. من ازش پرسیدم که بیاد و برای این مجموعه بخونه و قدرت خودش را نشون بده. اون هم خیلی خوب و عالی تونست بخونه و بسیار عالی به نظر می‌رسید. “

## زندگی خصوصی و چهره عمومی

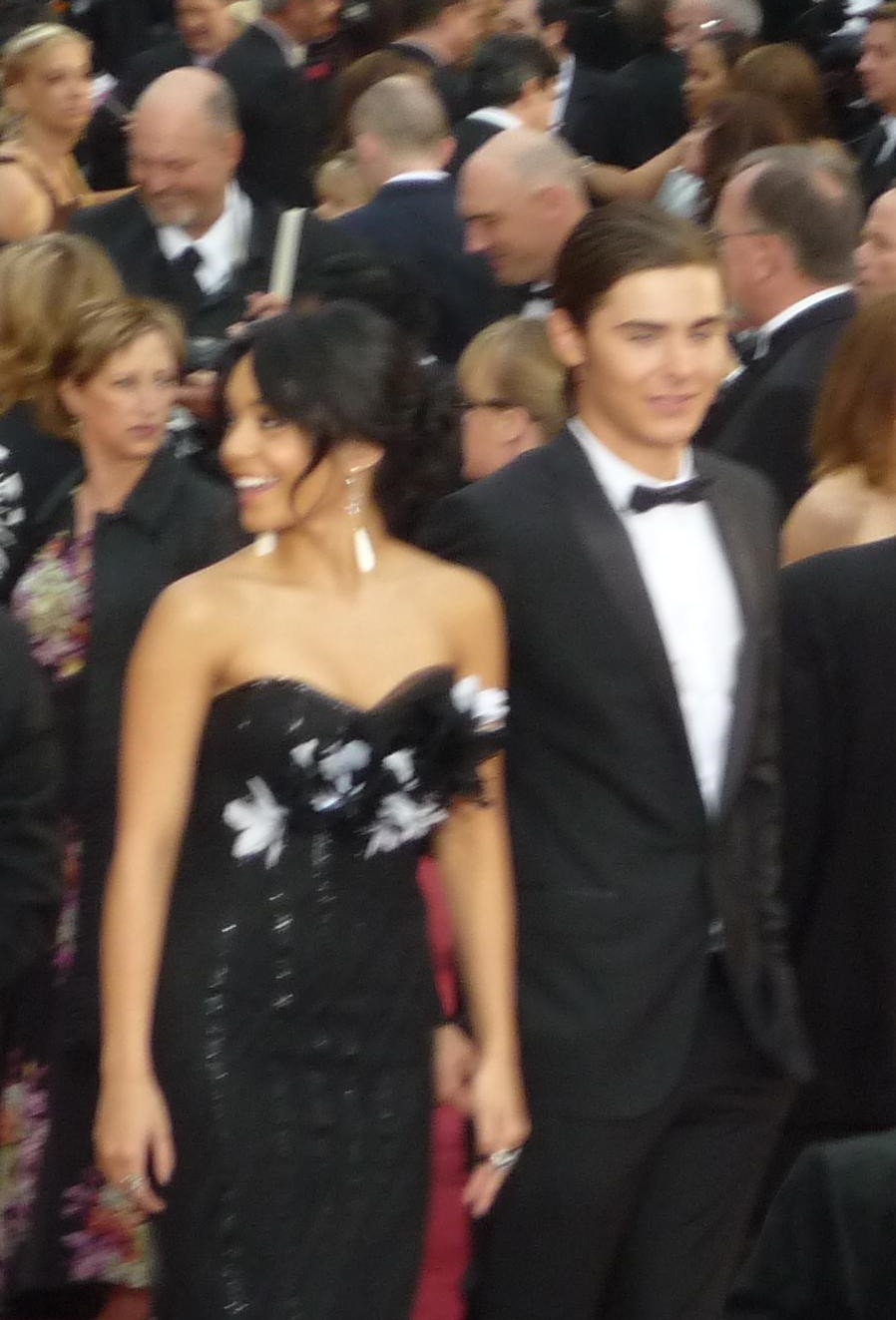
هاجنز به همراه زک افران در هشتادویکمین آکادمی اواردز

قد ونسا ۵ فوت ۳ اینچ (۱٫۶۰ متر) می‌باشد. در مصاحبه‌ای در اکتبر ۲۰۰۷، او اعلام کرد که همراه با بازیگر مقابلش در سری فیلم‌های دبیرستان موزیکال، زک افران دوستی عاشقانه داشته و این دوستی از اولین روزهای فیلمبرداری سری این فیلم آغاز شده بود. این دو نفر وقتی برای همدیگر برای بازی در این فیلم انتخاب شدند که در آزمایش هنرپیشه، به رابطه احساساتی بین این دو پی برده شد. در ۲۰۰۶، درآمد هاجنز به صورت تقریبی ۲ میلیون دلار شده بود. هاجنز در لیست پولدارترین‌های مجله فربز (مجله‌ای ماهانه در مورد تجارت و امور مالی) قرار گرفت و در وبسایت این مجله اعلام شد که هاجنز یکی از ستاره پر درآمد جوان هالیوود می‌باشد. در ۱۲ دسامبر ۲۰۰۸، هاجنز نفر ۲۰ام پولدارترین‌ها زیر سن ۳۰ سال اعلام شد مه مطابق با گزارش‌ها، درآمدی بالغ بر ۳ میلیون دلار در ۲۰۰۸ داشت. او در مجله FHM به عنوان ۶۲مین زن سکسی در دنیا در سال ۲۰۰۸ و ۴۲مین در سال ۲۰۰۹ در بین ۱۰۰ نفر انتخاب شد. او همچنین در بیست مجله ماکسیم نیز می‌باشد. او در نمایش سالانه مجله «مردم» (People) به عنوان یکی از ۱۰۰ بهترین مردم زیبای دنیا در ۲۰۰۸ و ۲۰۰۹ انتخاب شده بود.
هاجنز نماینده شرکت ویلیام موریس (WME) می‌باشد. او محصولات شرکت Neutrogena را تبلیغ می‌کند و هنرمند برجسته برای تبلیغات شرکت Sears برای کمپاین برگشت-به-مدرسه بود. او همچنین سخنگوی محصولات شرکت مارک اکو بود. اما در اواخر ۲۰۰۹، قرارداد دو ساله خود همراه با اکو را فسخ نمود. او به صورت معمول برای پروژه‌های خیرخواهانه و بشردوستانه مانند Best Buddies International, Lollipop Theater Network, St. Jude Children's Research Hospitalو VH1 Save The Music شرکت می‌کند. هاجنز همچنین در هفتمین قسمت یک کریسمس بسیار مخصوص برای المپیک استثنایی‌های ظاهر شده است.
در ۶ سپتامبر ۲۰۰۷، عکس‌هایی از ونسا هاجنز در اینترنت منتشر شد که یکی از آن‌ها او را در حالی که زیرپوش زنانه بر تن داشت نشان می‌داد و دیگری او را به صورت برهنه نمایش می‌داد. ادعایی از طرف ناشر او نشر شد که عکس‌ها به صورت خصوصی گرفته شده بودند و این واقعاً بدشانسی بود که آن‌ها در اینترنت منتشر شدند. ونسا بعداً معذرت خواهی کرد و گفت که او در این وضعیت واقعاً خجالت زده شده است و از اینکه آن عکس‌ها را گرفته ابراز ناراحتی کرد. بعداً بیانیه صادر کرد که او دیگر نمی‌خواهد در این مورد صحبت کند. مجله !OK گفت که هاجنز از فیلم دبیرستان موسیقی ۳ بعد از منتشر شدن عکسهایش از اینترنت اخراج خواهد شد. شرکت والت دیزنی اعلام کرد که ادعای !OK صحت ندارد، اما بین کردند که، «ونسا خودش از این وضعیت زمانی قبل عذرخواهی نموده است، ما امیدواریم که این درسی برای او در زندگی اش شده باشد.»
در اوت ۲۰۰۹، سری جدیدی از عکس‌های برهنه، که هاجنز را بی لباس بالاتنه نشان می‌داد دوباره در سرتاسر اینترنت پخش شد. نماینده هاجنز اعلامیه‌ای را ترتیب داد. وکلای او درخواست پاک شدن عکس‌های از اینترنت را کردند. در اواخر ۲۰۰۹، هاجنز سایت «www.moejackson.com» را به انتشار عکس‌ها که توسط موبایل شخصی در یک خانه خصوصی گرفته شده بودند محکوم ساخت. هاجنز بعداً در نسخه‌ای از اکتبر مجله آلور بیان کرد که، «هر وقت کسی از من میپرسه، آیا من برای یک فیلم لخت می‌شوم، اگر من بگم این چیزیه که من باهاش راحت نیستم، اونا میگن، 'مزخرف!، تو قبلاً هم این کار را کردی.' اگر چیزی باشه، این منو بیشتر خجالت‌آور میکنه که اونا عکسهای خصوصی بودن. این واقعاً بسیار بده که کسی اینکار بد را با من انجام بده. حداقل بعضی از مردم شاید چیزی از اشتباه من یادگرفته باشند.
برایان شال در سال ۲۰۰۷، هاجنز را محکوم به نقض قرارداد نمود. مطابق با تقاضا، شال ادعا می‌کرد که او متحمل خرج‌ها و هزینه‌های زیادی به خاطر خوانندگی ونسا شده است. او اینطور بیان کرد که هاجنز به او بیش از ۱۵۰٬۰۰۰ دلار بعد از اینکه او هاجنز را برای فروش بیش از ۵ میلیون دلار از کارهای موسیقی اش کمک کرد بدهکار می‌باشد. هاجنز دلیل آورد که در آن زمان او زیر سن بوده است و آن قرارداد در اکتبر سال ۲۰۰۵ که او فقط ۱۶ ساله بود اعتباری ندارد. او بعداً در ۹ اکتبر ۲۰۰۸، این قرارداد را نقض نمود. اوراق پر شده در دادگاه توسط وکلیش نشان می‌دهد که طبق «قانون خانواده کالیفرنیاً (California's Family Code)، قرارداد همراه با یک صغیر قابل لغو می‌باشد و باید قبل از سن ۱۸ یا یک سن عاقلانه لغو اعلام شود. در ۲۰۰۸، هاجنز توسط» جانی ویراً به اتهام بسته شد، او ادعا می‌کرد که او باید در دارایی، املاک و تجارتهای ونسا برای کارهای مدیریتی که انجام داده بود باید شریک شود. ویرا هاجنز را برای رها کردن تیم استعدادش به محض اینکه در دبیرستان موزیکال به شهرت رسید متهم کرد. در اوایل می۲۰۰۹ مسئله تصفیه حساب شد.

## فیلم‌شناسی

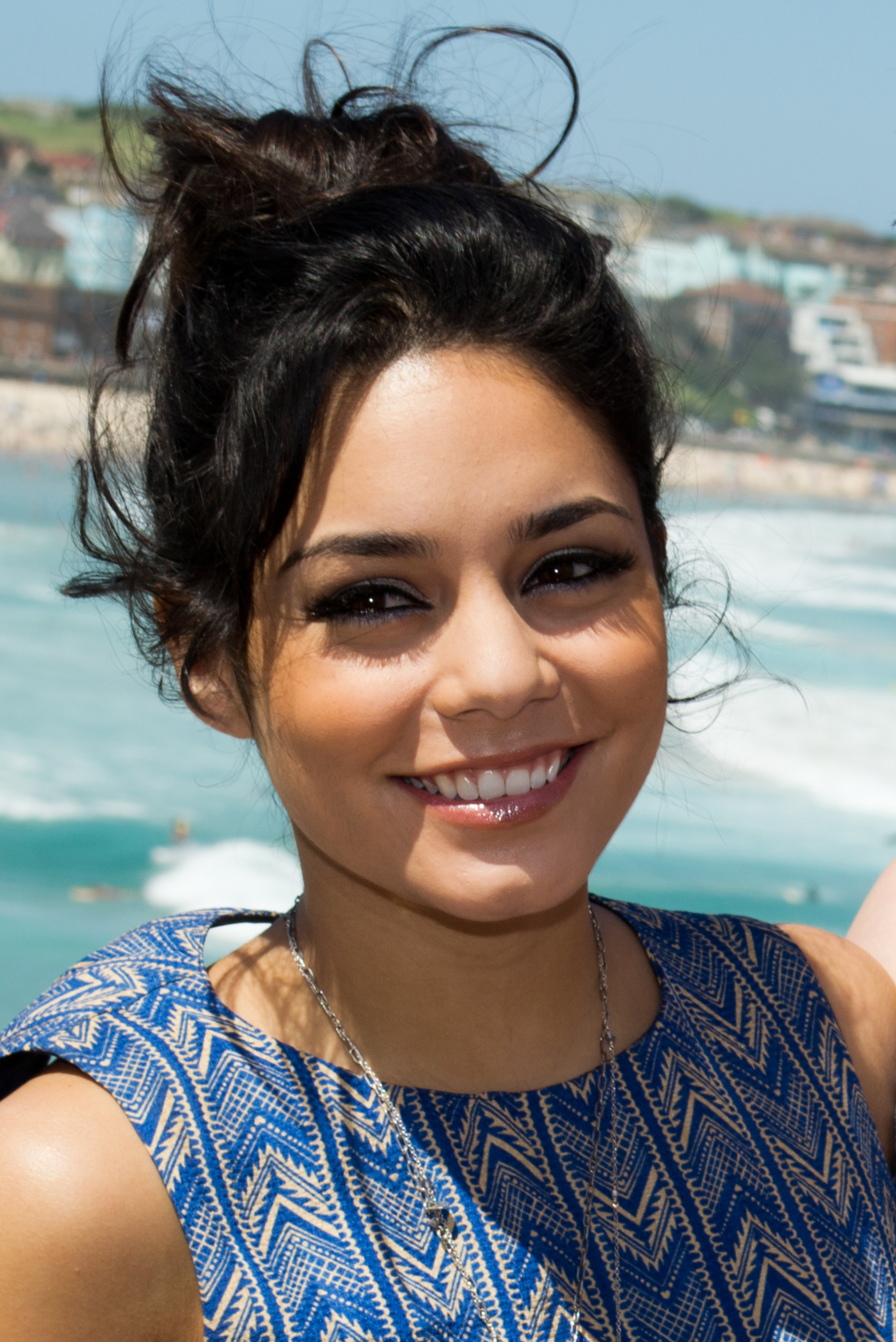

| فیلم‌ها                            | فیلم‌ها                           | فیلم‌ها                              | فیلم‌ها                                                  |
| سال                               | نام                              | نقش                                 | اطلاعات بیشتر                                           |
| --------------------------------- | -------------------------------- | ----------------------------------- | ------------------------------------------------------- |
| ۲۰۰۳                              | سیزده                            | نوئل                                | اولین فیلم تئاتری                                       |
| ۲۰۰۴                              | مرغ افسانه ای                    | تین تین                             | کاراکتر اصلی                                            |
| ۲۰۰۸                              | دبیرستان موزیکال ۳: سال آخر      | گابریلا مونتز                       | تجدید نقشش به عنوان سومین بار                           |
| ۲۰۰۹                              | بندسلم                           | Sa5m                                | کاراکتر اصلی                                            |
| ۲۰۱۱                              | حیوان صفت                        | لیندا تیلور                         |                                                         |
| ۲۰۱۱                              | مشت ناگهانی                      | بلوندی                              |                                                         |
| ۲۰۱۲                              | سفر ۲: جزیره اسرارآمیز           | کیلانی                              |                                                         |
| ۲۰۱۲                              | تعطیلات بهاری                    | کندی                                |                                                         |
| ۲۰۱۳                              | سرزمین منجمد                     | سیندی پولسن                         |                                                         |
| ۲۰۱۳                              | ماچته می‌کشد                      | سرزا                                |                                                         |
| ۲۰۱۳                              | پناهگاه خانوادگی                 | اگنس بیلی                           |                                                         |
| ۲۰۱۵                              | عجایب طبیعت                      | لورلی                               |                                                         |
| ۲۰۱۸                              | روزهای سگی                       | تارا                                |                                                         |
| ۲۰۱۸                              | جابه‌جایی شاهدخت                  | استیسی/مارگارت                      |                                                         |
| ۲۰۱۸                              | نقش دوم                          | زویی                                |                                                         |
| ۲۰۱۹                              | قطبی                             | کامیله                              |                                                         |
| ۲۰۱۹                              | شوالیه قبل از کریسمس             | بروک                                |                                                         |
| ۲۰۲۰                              | پسران بد برای زندگی              | کلی                                 |                                                         |
| ۲۰۲۰                              | جابه‌جایی شاهدخت: جابه‌جایی دوباره | استیسی/مارگارت/فیونا                | -                                                       |
| ساخته شده برای تلویزیون           |                                  |                                     |                                                         |
| سال                               | نام                              | نقش                                 | شبکه                                                    |
| ۲۰۰۶                              | دبیرستان موزیکال                 | گابریلا مونتز                       | شبکه دیزنی                                              |
| ۲۰۰۷                              | دبیرستان موزیکال ۲               | گابریلا مونتز                       | شبکه دیزنی                                              |
| ظاهر شدن در نقش مهمان در تلویزیون |                                  |                                     |                                                         |
| سال                               | نام                              | نقش                                 | قسمت‌ها                                                  |
| ۲۰۰۲                              | هنوز وایسادیم                    | تیفانی                              | «Still Rocking» (فصل ۱، قسمت ۴)                         |
| ۲۰۰۲                              | Robbery Homicide Division        | نیکول                               | "Had" (فصل ۱، قسمت ۱۰)                                  |
| ۲۰۰۳                              | The Brothers Garcia              | لیندزی                              | «New Tunes» (فصل ۴، قسمت ۳۷)                            |
| ۲۰۰۵                              | Quintuplets                      | کارمن                               | «The Coconut Kapow» (فصل ۱، قسمت ۲۲)                    |
| ۲۰۰۶                              | Drake & Josh                     | Rebecca                             | «Little Sibling» (فصل ۳، قسمت ۱۳)                       |
| ۲۰۰۶                              | هتل زک و کدی                     | کوری                                | فصل ۲، Recurring role                                   |
| ۲۰۰۹                              | مرغ ربات                         | لارا لوروان / باتربیر / ارین اشورنس | «Especially the Animal Keith Crofford» (فصل ۴، قسمت ۱۹) |

## ترانه‌شناسی

### آلبوم‌های استودیویی
| سال                                                                                                | مشخصات آلبوم                                                                                | رتبه‌ها | رتبه‌ها | رتبه‌ها   | رتبه‌ها | رتبه‌ها | رتبه‌ها | رتبه‌ها | رتبه‌ها   | رتبه‌ها   | رتبه‌ها   | گواهینامه‌ها                      |
| سال                                                                                                | مشخصات آلبوم                                                                                | آمریکا | ایرلند | بریتانیا | فرانسه | آلمان  | اروپا  | سویس   | استرالیا | استرالیا | نیوزیلند | گواهینامه‌ها                      |
| -------------------------------------------------------------------------------------------------- | ------------------------------------------------------------------------------------------- | ------ | ------ | -------- | ------ | ------ | ------ | ------ | -------- | -------- | -------- | -------------------------------- |
| ۲۰۰۶                                                                                               | وی - اولین آلبوم استودیویی - عرضه شده: ۲۶ سپتامبر ۲۰۰۶ - ناشر: هالیوود - قالب: سی‌دی، دانلود | ۲۴     | ۲۷     | —        | ۵۹     | —      | —      | —      | —        | —        | ۳۵       | - آمریکا: طلا - آرژانتین: پلاتین |
| ۲۰۰۸                                                                                               | شناسایی شده - دومین آلبوم استدیویی - عرضه ۱ ژوئیه ۲۰۰۸ - ناشر: هالیوود - قالب: سی‌دی، دانلود | ۲۳     | ۳۷     | ۴۶       | —      | ۶۰     | ۹۴     | ۷۴     | ۱۱۵      | ۳۵       | —        |                                  |
| علامت "—" برای مکان‌هایی استفاده شده که آلبوم مذکور یا در آنجا عرضه نشده یا به جدول راه نیافته است. |                                                                                             |        |        |          |        |        |        |        |          |          |          |                                  |

## تئاتر
- مجموعه موزیکال «اجاره» در نقش میمی مارکوز از کمپانی هالیوود بول در سال ۲۰۱۰

## برابرهای انگلیسی
1. ↑  Carousel
2. ↑  The Wizard of Oz
3. ↑  The King and I
4. ↑  The Music Man
5. ↑  Cinderella
6. ↑  Thunderbirds
7. ↑  Quintuplets
8. ↑  Still Standing
9. ↑  The Brothers García
10. ↑  Darke & Josh
11. ↑  The Suite Life of Zack & Cody
12. ↑  Come Back to Me
13. ↑  Say OK
14. ↑  Still There For Me